# Undan för undan
Undan för undan var den svenska popgruppen Freda's fjärde studioalbum, och kom 1990. För detta belönades de med en Grammis för "Årets rockgrupp" 1990.

## Låtlista
Text och musik: Uno Svenningsson & Arne Johansson.
1. Undan för undan
2. Allt man kan önska sig
3. Undrar vem du är
4. Överallt
5. Erika
6. Triumfens ögonblick
7. Det saknas lite värme
8. Jag är på väg
9. Kom kom
10. Kan inte se dig här

## Medverkande (Freda')
- Uno Svenningsson - sång och gitarr
- Arne Johansson - gitarrer, keyboards och omnichord
- Mats Johansson - trummor och percussion

## Övriga musiker
- Sam Johansson - keyboards
- Johan Vävare - moogar och keyboards
- Mats "Limbo" Lindberg - warwickbas
- Lasse Danielsson - bas (2, 3)
- Niklas Medin - orgel, piano (2, 7)
- Ulf, Leif, Mats - blås (7)

## Listplaceringar
| Lista (1990-1991) | Topplacering |
| ----------------- | ------------ |
| Sverige           | 3            |